# Лахни
Лахни́ — село в Україні, у Новосанжарській селищній громаді Полтавського району Полтавської області. Населення становить 69 осіб. До 2020 орган місцевого самоврядування — Малокобелячківська сільська рада.

## Географія
Село Лахни знаходиться на відстані 1 км від села Малий Кобелячок. Поруч проходить автомобільна дорога М22 (E584).

## Населення

### Мова
Розподіл населення за рідною мовою за даними перепису 2001 року:
| Мова       | Кількість | Відсоток |
| ---------- | --------- | -------- |
| українська | 66        | 95.65%   |
| російська  | 3         | 4.35%    |
| Усього     | 69        | 100%     |

## Історія
12 червня 2020 року, відповідно до розпорядження Кабінету Міністрів України № 721-р «Про визначення адміністративних центрів та затвердження територій територіальних громад Полтавської області», село увійшло до складу Новосанжарської селищної громади.
19 липня 2020 року, в результаті адміністративно - територіальної реформи та ліквідації Новосанжарського району, село увійшло до складу новоутвореного Полтавського району Полтавської області.

## Галерея

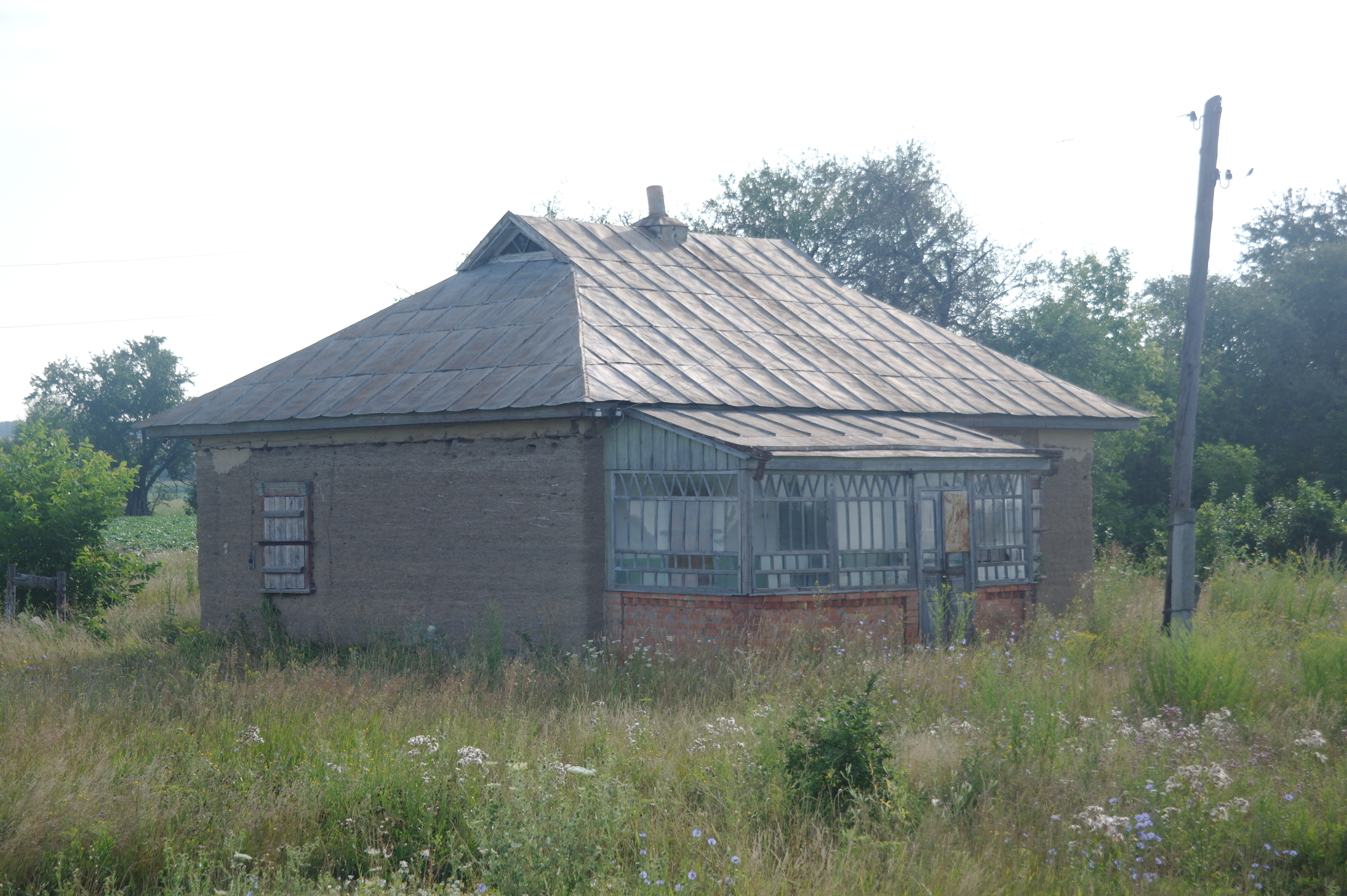
Магазин
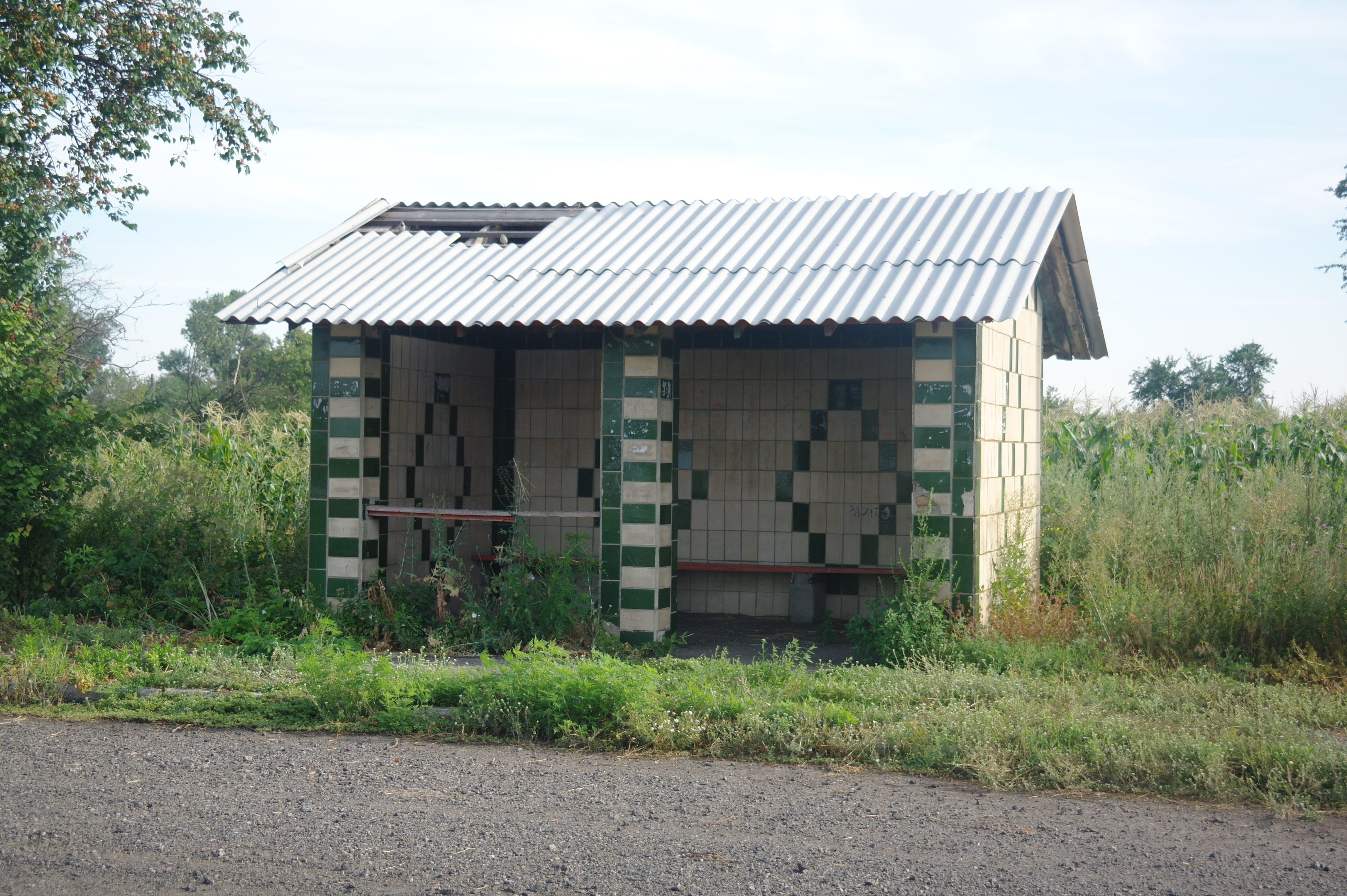
Зупинка
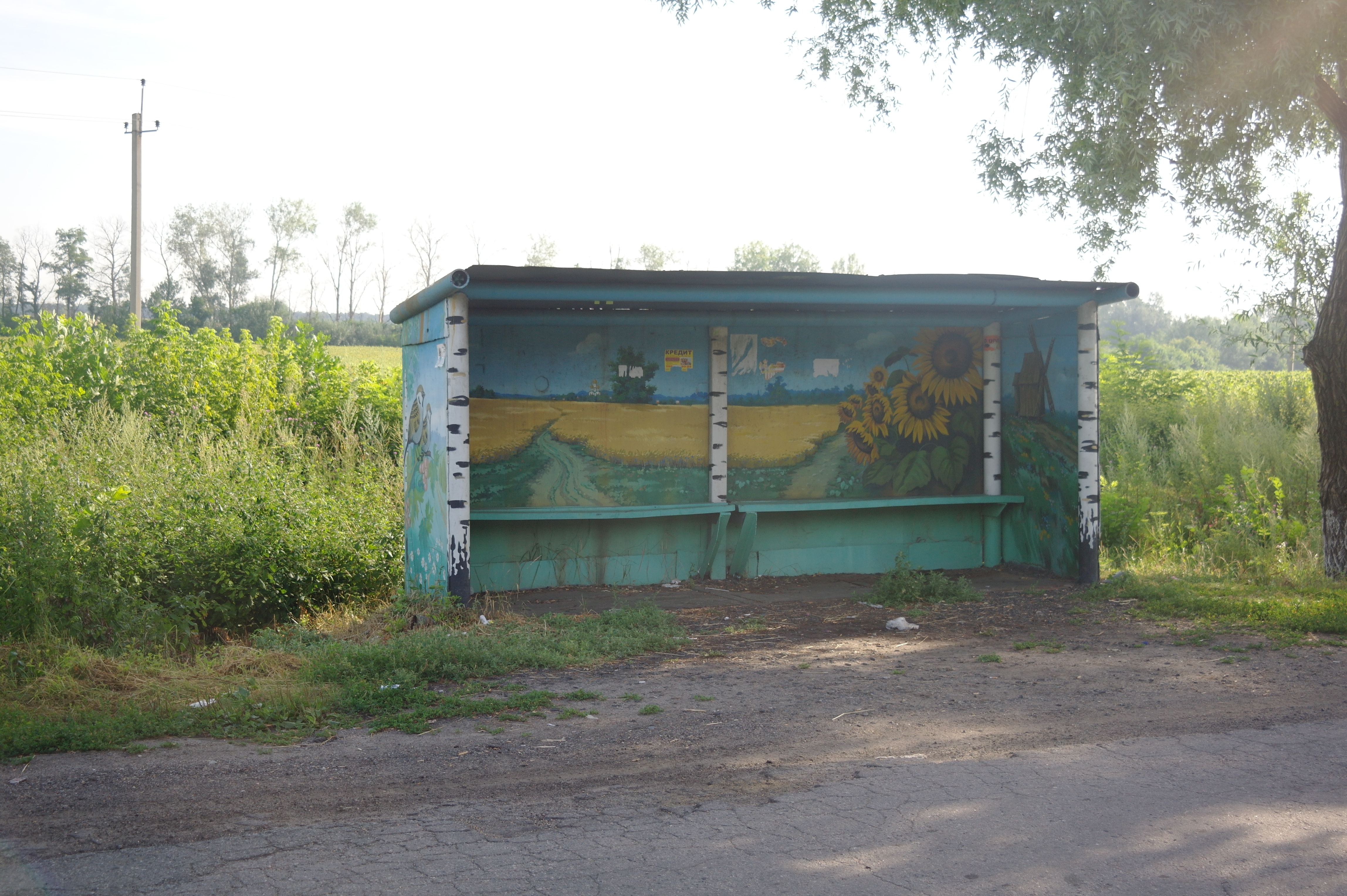
Зупинка (2км від села) на трасі Полтава - Кременчук
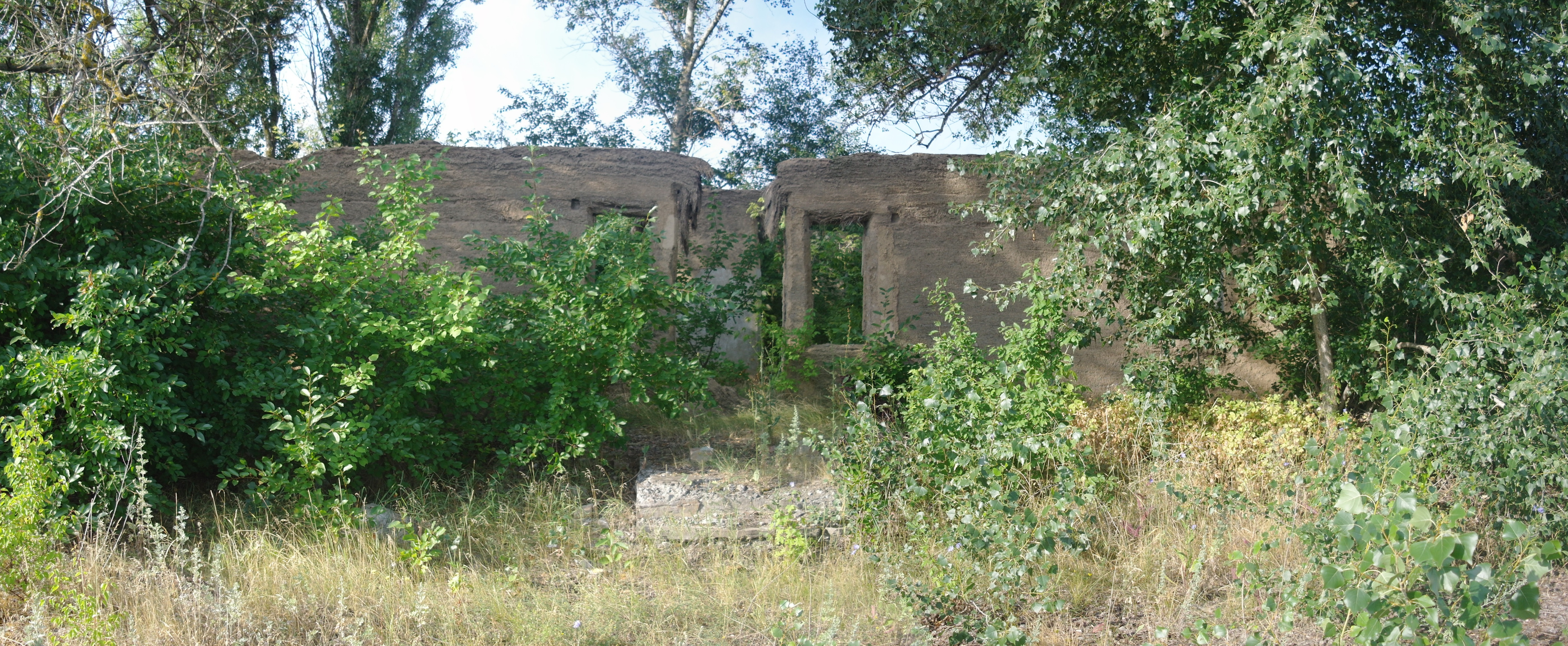
Школа
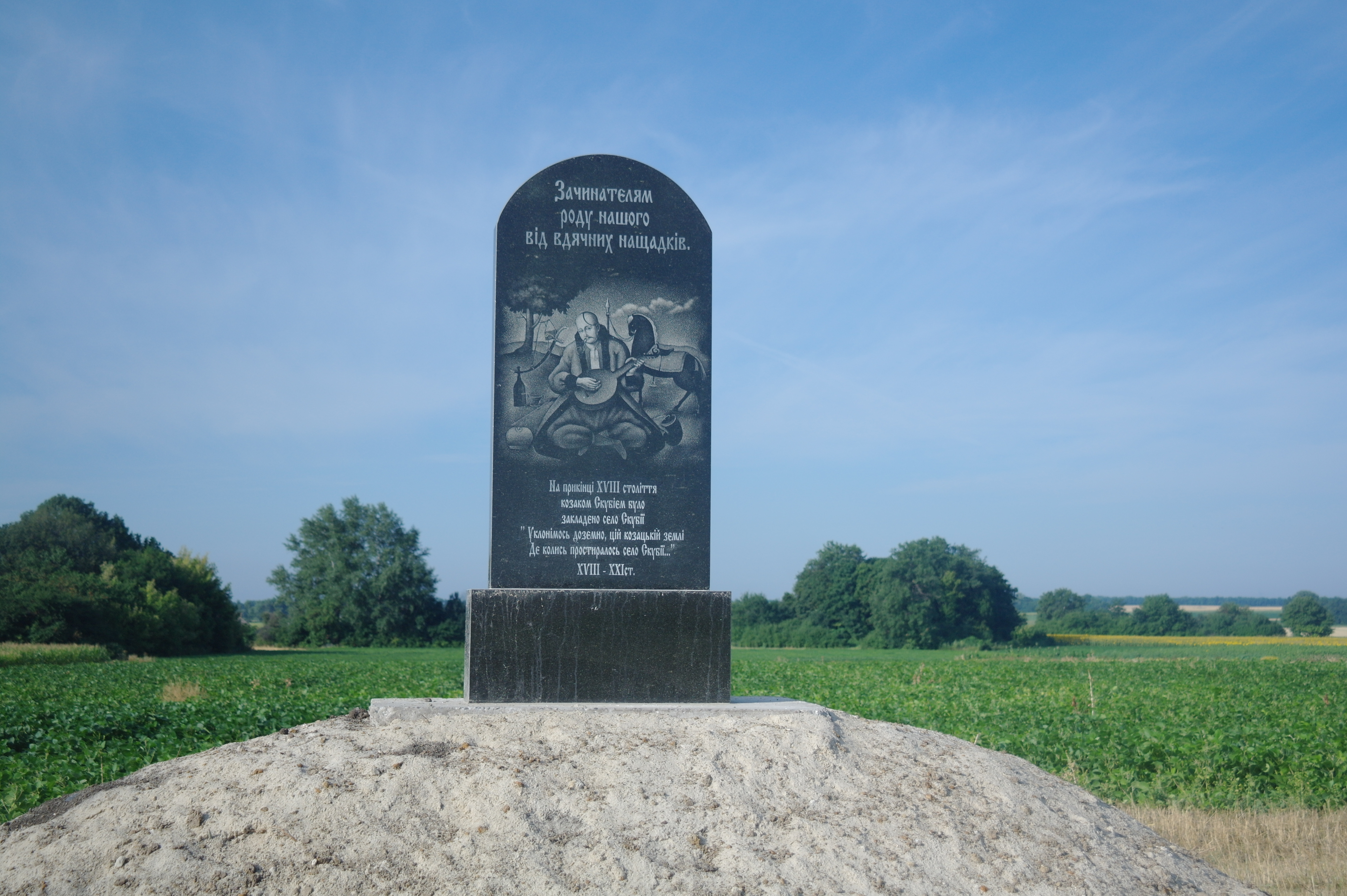
Пам'ятка про село Скубії, за 500м від села Лахни